# Exit 8
Exit 8 (Originaltitel 8番出口, 8-ban deguchi) ist ein Horror-Mystery-Thriller von Genki Kawamura. In dem auf dem gleichnamigen Video-Game basierenden Film spielt Kazunari Ninomiya einen jungen Mann, der in Tokio aus der U-Bahn steigt und bemerkt, dass er in der Station gefangen ist. Exit 8 feierte im Mai 2025 bei den Internationalen Filmfestspielen in Cannes seine Premiere und soll Ende August 2025 in die japanischen Kinos kommen.

## Handlung
Ein junger Mann mit einem Rucksack steckt in Tokio in einer endlosen, sterilen U-Bahn-Station fest und macht sich auf
die Suche nach Ausgang 8. Doch egal welchen Weg er einschlägt, er landet jedes Mal im selben Gang. Immer wieder begegnet er einem Mann, der nicht ansprechbar ist. Als er einem kleinen Jungen begegnet, der seine Mutter verloren hat, sucht er gemeinsam mit diesem den Ausgang. Nach einem Notfallalarm wird ein U-Bahn-Tunnel mit Wasser geflutet.

## Produktion

### Vorlage und Filmstab
Es handelt sich bei Exit 8 um eine filmische Adaption des Escape-Video-Games The Exit 8 (im Japanischen 8-ban deguchi), das 2023 veröffentlicht wurde. Weltweit wurde dieses über 1,5 Millionen Mal heruntergeladen und erfreut sich auf YouTube und Twitch großer Beliebtheit. Das Ziel des Spiels ist es, in einem unterirdischen Gang nach Anomalien zu suchen, die beim letzten Passieren noch nicht dort waren, und so Ausgang 8 zu erreichen, der einen an die Oberfläche bringt.
Regie führte Genki Kawamura. Er ist auch als Schriftsteller tätig und Autor des Bestsellers Wenn alle Katzen von der Welt verschwänden. Sein Regiedebüt gab er im Jahr 2022 mit dem Demenzdrama A Hundred  Flowers. Gemeinsam mit Hirase Kentaro schrieb Kawamura auch das Drehbuch.

### Besetzung, Dreharbeiten und Filmmusik

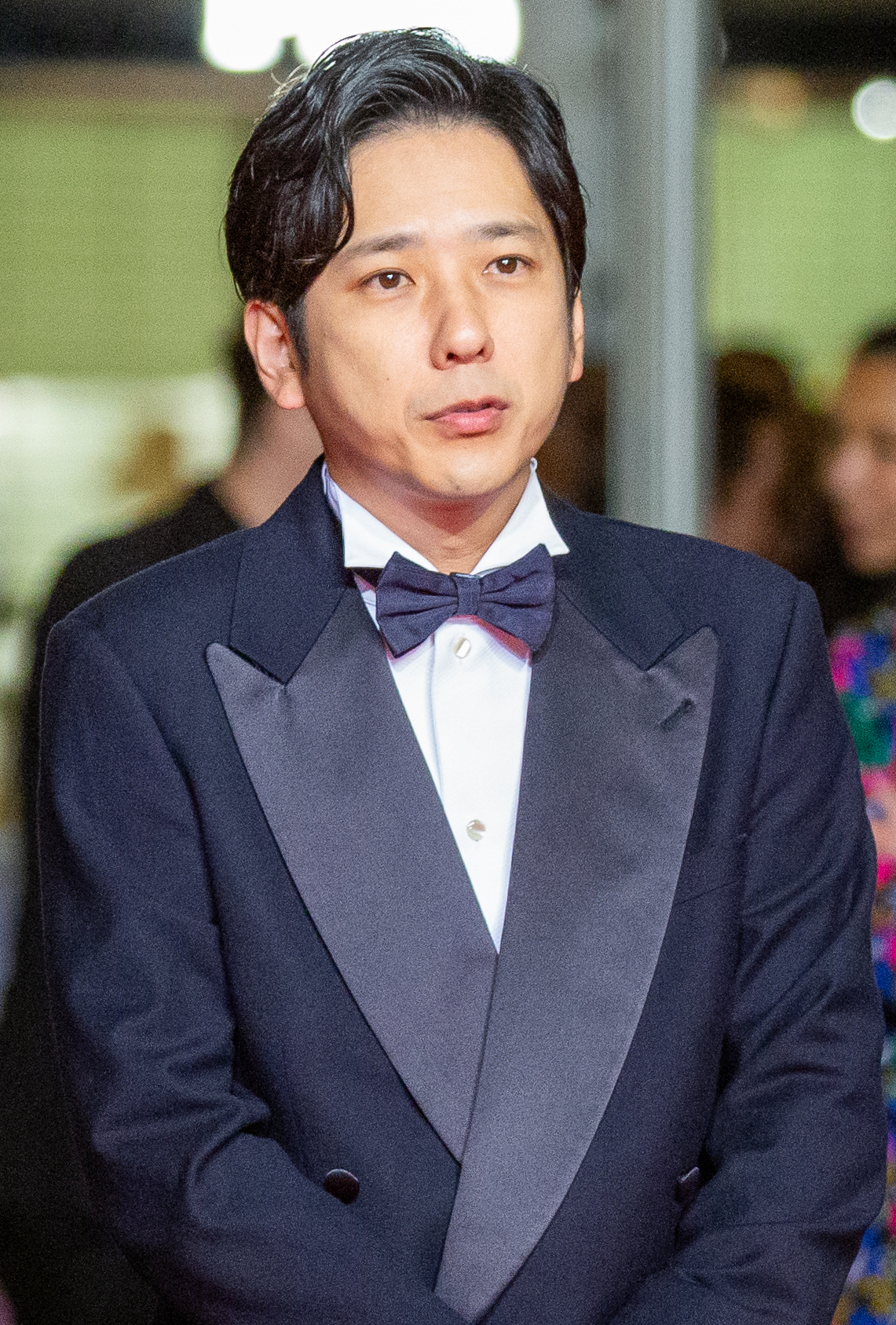
Kazunari Ninomiya spielt den jungen Mann, der in der U-Bahn-Station gefangen ist

Kazunari Ninomiya, bekannt aus Filmen wie Briefe aus Iwo Jima von Clint Eastwood, Haha to kuraseba, Asada-ke! und From Siberia with Love und der Fernsehserie My Family, spielt den jungen Mann, der den Ausgang aus der U-Bahn-Station sucht. Yamato Kochi ist in der Rolle des seltsamen Geschäftsmanns zu sehen, der ihm dort immer wieder begegnet.
Gedreht wurde in Tokio. Als Kameramann fungierte Keisuke Imamura.
Die Filmmusik komponierten Shouhei Amimori und Yasutaka Nakata, der Gründer der Elektropop-Gruppe Capsule.

### Marketing und Veröffentlichung
Ende März 2025 wurde der erste Trailer vorgestellt. Die Premiere des Films fand am 19. Mai 2025 bei den Internationalen Filmfestspielen in Cannes im Rahmen der Midnight Screenings statt. Im Juli 2025 wurde Exit 8 beim Neuchâtel International Fantastic Film Festival im Asiatischen Wettbewerb gezeigt. Am 29. August 2025 soll der Film in die japanischen Kinos kommen. Im September 2025 wird der Film beim Toronto International Film Festival und beim Fantasy Filmfest gezeigt und im Oktober 2025 beim Sitges Film Festival. Anfang 2026 will Neon den Film in die US-amerikanischen Kinos bringen.

## Auszeichnungen
Neuchâtel International Fantastic Film Festival 2025
- Nominierung im Asiatischen Wettbewerb[13]